# Watergate (Band)
Watergate war ein deutsches Dance-Projekt der späten 1990er Jahre, das von den Produzenten David Haid, Tommaso De Donatis und dem als DJ Quicksilver bekannten Orhan Terzi initiiert wurde.

## Biografie
1998 erschien die erste Single The Battle, mit der Watergate sofort den Einstieg in die deutschen Top 20 und die österreichischen Top 30 schaffte. Das Lied ist eine Coverversion des Wings-Hits Mull of Kintyre von 1977. Im Mai 1999 folgte mit Maid of Orleans (The Battle II) von der Watergate EP, einer neuen Version des 1982er OMD-Hits Maid of Orleans (The Waltz Joan of Arc), ein weiterer Charterfolg, diesmal auch in der Schweizer Hitparade.
Im Herbst des Jahres platzierte sich mit Heart of Asia eine weitere Auskopplung vom Album The World of Watergate in Top 30 in Deutschland und der Schweiz. Im Mai 2000 stieg das Lied, dem die Musik aus Furyo – Merry Christmas, Mr. Lawrence zu Grunde liegt, sogar bis auf Platz 3 der UK-Charts. Das Projekt wurde zwar in dieser Zeit beendet, aber trotzdem kam es 2002 zu einer weiteren Veröffentlichung. Gemeinsam mit Mythos aka Alexander Kilb erschien die Single Neverending Dream, eine Coverversion des 1996er X-Perience-Hits, die sich 2003 nur kurzzeitig auf unteren Rängen der deutschen Hitparade platzieren konnte.

## Diskografie

### Alben
- 1999: The World of Watergate (VÖ: 22. November)

### Singles
| Jahr | Titel Album                                            | Höchstplatzierung, Gesamtwochen, AuszeichnungChartplatzierungen (Jahr, Titel, Album, Platzierungen, Wochen, Auszeichnungen, Anmerkungen) | Höchstplatzierung, Gesamtwochen, AuszeichnungChartplatzierungen (Jahr, Titel, Album, Platzierungen, Wochen, Auszeichnungen, Anmerkungen) | Höchstplatzierung, Gesamtwochen, AuszeichnungChartplatzierungen (Jahr, Titel, Album, Platzierungen, Wochen, Auszeichnungen, Anmerkungen) | Höchstplatzierung, Gesamtwochen, AuszeichnungChartplatzierungen (Jahr, Titel, Album, Platzierungen, Wochen, Auszeichnungen, Anmerkungen) | Anmerkungen                                                    |
| Jahr | Titel Album                                            | DE | AT | CH | UK | Anmerkungen                                                    |
| ---- | ------------------------------------------------------ | --- | --- | --- | --- | -------------------------------------------------------------- |
| 1998 | The Battle (Mull of Kintyre) The World of Watergate    | DE20 (9 Wo.)DE | AT26 (4 Wo.)AT | — | — | Erstveröffentlichung: 26. Oktober 1998                         |
| 1999 | Maid of Orleans (The Battle II) The World of Watergate | DE49 (9 Wo.)DE | AT30 (9 Wo.)AT | CH22 (6 Wo.)CH | — | Erstveröffentlichung: 14. Mai 1999                             |
| 1999 | Heart of Asia The World of Watergate                   | DE26 (7 Wo.)DE | — | CH22 (5 Wo.)CH | UK3 (13 Wo.)UK | Erstveröffentlichung: 24. September 1999                       |
| 2003 | Neverending Dream Trance 90’s Vol. 01 (Sampler)        | DE68 (2 Wo.)DE | — | — | — | Erstveröffentlichung: 24. Februar 2003 als Mythos n’ Watergate |

### Videos
- 1998: The Battle (Promo-Single-VHS)